# グリーン・ランタン (映画)
『グリーン・ランタン』（原題: Green Lantern）は、2011年公開のアメリカ映画。DCコミックスのスーパーヒーローであるグリーンランタンを主人公とした実写映画である。

## ストーリー
全銀河を守護する宇宙警察機構「グリーン・ランタン」の最大の敵である恐怖の化身パララックスが、閉じ込められていた惑星を脱出して再び活動を始めた。パララックスの襲撃を受けて重傷を負ったグリーン・ランタンの戦士アビン・サーは、自らの代わりとなる新たな戦士を探すために地球に不時着する。グリーン・ランタンの力の源であるリング（指輪）が選んだのは、ハル・ジョーダンという青年だった。ハルは、息を引き取る直前のアビン・サーからリングとリングの動力源となるランタンを託され、グリーン・ランタンとなる。
一方、ハルが埋葬したアビン・サーの遺体は政府に回収され、生物学者のヘクター・ハモンド博士によって秘密裏に調べられていた。ヘクターは遺体に残っていた恐怖の力「イエロー・パワー」を帯びたパララックスの細胞に感染し、異能力を得ると同時に心身に異常をきたしていく。

## 登場人物
ハル・ジョーダン / グリーンランタン
演 - ライアン・レイノルズ、日本語吹替 - 松本保典
主人公。元は空軍に所属し、現在はフェリス航空のテストパイロットを務める。無人機の性能テスト中に交戦ルール違反の危険な操縦をした上、父親の飛行機事故がフラッシュバックしたことで操縦不能に陥った結果、自機F-35を墜落させてしまい、会社に莫大な損害を与える。アビン・サーの遺志に従ってグリーン・ランタンとなるが、なぜ自分がリングに選ばれたのか疑問を抱いている。
キャロル・フェリス
演 - ブレイク・ライヴリー、日本語吹替 - 甲斐田裕子
ハルの幼馴染で元恋人。フェリス航空の社長の娘で次期経営者候補であり、ハルの相棒のテストパイロットでもある。ハルの墜落の原因が機械の故障ではなく精神的な問題だと直感し、彼の精神面を気にかける。グリーン・ランタンに変身したハルに命を救われた翌日、グリーン・ランタンとして現れたハルの正体をあっさり見抜いた。
ヘクター・ハモンド博士
演 - ピーター・サースガード、日本語吹替 - 川島得愛
生物学者。ハルとキャロルとは子供の頃からの知り合いで、長年キャロルへの想いを胸に秘めていた。アビン・サーの遺体の調査中にパララックスの細胞に感染し、人の心の声を聴く力や物を動かす力などを得るが、その一方で精神も肉体も変調をきたしていく。
アマンダ・ウォラー博士
演 - アンジェラ・バセット、日本語吹替 - 沢田泉
研究者。ヘクターとともにアビン・サーの遺体の調査を行う。
ロバート・ハモンド上院議員
演 - ティム・ロビンス、日本語吹替 - 金尾哲夫
ヘクターの父。自らのコネでヘクターをアビン・サーの遺体の調査に抜擢させる。表面上は善き父親であるが、その心の声を聴いたヘクターは、父親が内心ではヘクターを無能な一族の恥と考えていることを知る。
トーマス・カルマク
演 - タイカ・ワイティティ、日本語吹替 - 落合弘治
フェリス航空の社員でハルの友人。ハルから連絡を受けて宇宙船の不時着現場まで迎えに来たため、ハルがグリーン・ランタンに選ばれたことを当初から知る。
カール・フェリス社長
演 - ジェイ・O・サンダース、日本語吹替 - 世古陽丸
キャロルの父。フェリス航空社長。
マーティン・ジョーダン
演 - ジョン・テニー、日本語吹替 - 佐藤晴男
ハルの父。ハルと同様にパイロットだったが、幼いハルの眼前で自らが操縦し故障墜落した飛行機の爆発に巻き込まれて死亡する。
グリーン・ランタン
惑星オアを拠点とし、全銀河を3,600のセクターに分けて守護する宇宙警察機構。グリーンの意志の力を帯びたリング（指輪）がセクターごとに1名を選び出し、選び出された3,600名が「グリーン・ランタン・コァ」と呼ばれる戦士となる。リングに選ばれる条件は”恐れを知らぬ者”であること。
シネストロ
演 - マーク・ストロング、日本語吹替 - 加藤亮夫
グリーン・ランタンのトップの戦士。アビン・サーの弟子で友人でもある。意志の力が弱く恐怖心を持つハルを戦士として認めようとしなかったが、後に考えを改める。本作のエンドロールでは、彼が恐怖の力を帯びた「イエロー・リング」を身につける姿が描かれる。
アビン・サー
演 - テムエラ・モリソン、日本語吹替 - てらそままさき
グリーン・ランタンの伝説の戦士。かつての戦いでパララックスを無人の惑星に閉じ込めた。地球の位置するセクター2814の守護を担当している。
惑星ライウットの封印から逃れたパララックスに襲われ左胸に致命傷を受けてしまう。地球に不時着しリングに選ばれたハルに宇宙船から救出されたが、リングとランタンをハルに託す為に説明をしている途中に絶命した。
トマ・レー
声 - ジェフリー・ラッシュ、日本語吹替 - 稲葉実
グリーン・ランタン・コァの一人。惑星オアに来たハルの案内役を務める。
キロウォグ
声 - マイケル・クラーク・ダンカン、日本語吹替 - 間宮康弘
グリーン・ランタン・コァの一人。ハルの訓練を担当する。
ガーディアンズ
グリーン・ランタンを創設した不死の種族。物語の中盤で、パララックスの脅威に対抗するために、永く使用を禁じていた恐怖の力「イエロー・パワー」を帯びたリング「イエロー・リング」を創り出す。
パララックス
声 - クランシー・ブラウン、日本語吹替 - 内海賢二
グリーン・ランタンの最大の敵と呼ばれる、恐怖の力「イエロー・パワー」を操る恐怖の化身。アビン・サーの手で荒廃した無人の惑星ライウットに閉じ込められていたが、惑星に不時着した探査隊から生命エネルギーを吸い取って力を増し、グリーン・ランタンへの復讐のために動き始める。かつてはガーディアンズの一員であったが、恐怖の力に呑みこまれて怪物と化した。地球に襲来して町を破壊し人々の生命エネルギーを奪う、ハルの恐怖を克服した命がけの闘いによって太陽に燃やし尽くされる。

## 製作

### 企画
1997年前半、ワーナー・ブラザースはケヴィン・スミスに接近し、『グリーン・ランタン』の脚本を書かせようとした。しかしスミスは映画『グリーン・ランタン』製作には他に適役が居ると考え、この申し出を断った。ワーナーは映画をコメディ路線にしようと考え、2006年6月までにロバート・スミゲルがジャック・ブラックを主演とした脚本を完成させた。しかしインターネット上でのファンの反応が芳しくないことから、スタジオ側はコメディ路線を諦めた。よりシリアスな作風にするためにザック・スナイダーと交渉をしたが、スナイダーは『ウォッチメン』（2009年）を撮るために実現しなかった。
2007年、原作コミックのファンである俳優・脚本家のコーリー・レイノルズが、ジョン・ステュワートを主人公とし、三部作として製作する構想を膨らませていることが明らかとなった。レイノルズは続編ではハル・ジョーダン、グリーンランターン・コァ、ジャスティス・リーグを登場させるつもりだった。同年6月には『グリーン・ランタン: バース・オブ・ア・ヒーロー』(Green Lantern: Birth of a Hero) の脚本が完成した。スタジオ側はこの案を破棄し、10月に新たにグレッグ・バーランティが脚本・監督として雇われた。主人公はジョン・ステュワートではなくハル・ジョーダンとなり、その後さらにコミック・ライターのマイケル・グリーンとマーク・グッゲンハイムが共同脚本家として雇われた。

### 配役
主役のハル・ジョーダン役には他に、クリス・パイン、サム・ワーシントン、ブラッドリー・クーパー、ジャレッド・レト、ジャスティン・ティンバーレイクの名前が挙がっていた。

### プリプロダクション
2008年12月までに脚本たちは3つの草稿を書き上げ、ワーナー・ブラザースはプリプロダクションの準備を始めていた。しかしグレッグ・バーランティはスケジュールの都合のために監督を降板し、ドナルド・デ・ラインと共に製作を勤めることとなった。2009年2月、代わりにマーティン・キャンベルが監督することが明らかとなった。デ・ラインはインタビューで2009年春に撮影開始したいと述べた。2009年4月、ワーナー・ブラザースは1億5000万ドルの製作費をかけ、シドニーのフォックス・スタジオでに撮影すると決めた。しかし同年10月、オーストラリアでの撮影は行われず、代わりにルイジアナ州に撮影班が移ったことが報じられた。2009年7月、ライアン・レイノルズがハル・ジョーダン（グリーン・ランターン）役に決まったことが発表された。2010年1月、特殊効果スーパーバイザーのカレン・グーレカスが自身のブログで3月に撮影が始まることを明らかにした。また、ハル・ジョーダンの恋人のキャロル・フェリスがブレイク・ライヴリーに決まったことが報じられた。同月、ピーター・サースガードがヘクター・ハモンドとなり、さらにシネストロ役のためにマーク・ストロングと交渉中であることが報じられた。2月9日、ティム・ロビンス、上院議員のハモンド、ヘクター・ハモンドの父親のロバート・ハモンド役でキャストに加わった。3月14日、更にテムエラ・モリソンとタイカ・ワイティティの参加が発表された。

### 撮影
2010年3月3日、ルイジアナ州マディソンヴィルでテスト撮影が行われたことが報じられた。同月15日にはニューオーリンズで主要撮影が開始された。9日後の3月24日、アンジェラ・バセットがアマンダ・ウォーラー役で参加することが報じられた。4月にはニューオーリンズ大学のサイエンスビルやWDSU6ニューススタジオで撮影が行われた。4月半ば、ジョン・テニーがハル・ジョーダンの父親のマーティン・ジョーダンを演じることが明らかになった。5月にはニューオーリンズ・レイクフロント空港で撮影が行われた。6月、マイク・ドイルがハル・ジョーダンの兄のジャック・ジョーダン役に決まったと報じられた。7月、ライアン・レイノルズが撮影中に肩を怪我したことが報じられた。

### ポストプロダクション
ジェフ・ジョーンズは自身のTwitterにて、主要撮影は2010年8月6日に完了し、ポストプロダクションに入っていることを確認した。3D映画として公開された。

## マーケティング
2010年7月16日、ライアン・レイノルズがグリーンランタンのコスチュームを着た写真が『エンターテインメント・ウィークリー』誌で初公開された。また、同月行われたコミコン・インターナショナルでティーザー予告編が上映された。一般向けの予告編第1弾は2010年11月19日公開の『ハリー・ポッターと死の秘宝 PART1』に付属された。
日本でのキャッチコピーは「彼らの"光"が宇宙の"闇"を照らす!」である。

### コンピュータゲーム
映画に合わせてコンピュータゲーム作品Green Lantern: Rise of the Manhuntersがワーナー・ブラザース・インタラクティブより発売される予定である。Xbox 360、PlayStation 3、Wii用をDouble Helix Gamesが、ニンテンドーDS及びPlayStation Portable用をGriptonite Gamesが開発する。

## ソフト化
日本ではワーナー・ブラザース・ホームエンターテイメントよりブルーレイ、DVDが発売。
- 【初回限定生産】グリーン・ランタン ブルーレイ&DVDセット＜エクステンデッド・バージョン＞（2枚組、2012年1月11日発売）
- グリーン・ランタン 3D&2D ブルーレイセット（2枚組、2012年1月11日発売）
- グリーン・ランタン ブルーレイ（1枚組、2012年9月5日発売）
- グリーン・ランタン DVD（1枚組、2012年9月5日発売）